# Керегетас (Толебийский район)
Керегетас (каз. Керегетас) — село в Толебийском районе Туркестанской области Казахстана. Входит в состав Каскасуйского сельского округа. Находится примерно в 23 км к востоку от центра города Ленгер. Код КАТО — 515855300.

## Население
В 1999 году население села составляло 323 человека (156 мужчин и 167 женщин). По данным переписи 2009 года, в селе проживало 666 человек (357 мужчин и 309 женщин).